# Schatz von Saint-Genis
Der Schatz von Saint-Genis ist ein römischer Depotfund des 2.–3. Jahrhunderts n. Chr. Die Objekte wurden im Jahr 1821 bei der Mühle des Ortes Saint-Genis-Pouilly im französischen Département Ain gefunden. Ein Teil des Ensembles befindet sich heute im Musée d’art et d’histoire in Genf.

## Funde
Ein Metallbehälter aus dem Fund soll 216 Münzen enthalten haben, die Münzreihe reichte demnach von Galba bis Gallienus. Die Verbergung steht wohl mit den Barbareneinfällen dieser Zeit in Verbindung.
Zum Fund gehören mehrere Schmuckstücke, darunter ein goldenes Collier, ein goldener Anhänger eines weiteren Colliers und ein Goldfingerring mit Stein. Weitere Schmuckstücke bestehen aus Silber, darunter mehrere Armreifen und zwei Fingerringe. Ein Griff mit zwei Unterlegscheiben aus Silber kann zu einem Kästchen oder einem Kleinmöbel gehört haben. Weitere Objekte sind dem Tafelgeschirr zuzurechnen, so zwei Silberlöffel mit spitzem Ende (cochlear), eine Kasserolle und ein kleiner Teller.